# Pepero-Tag

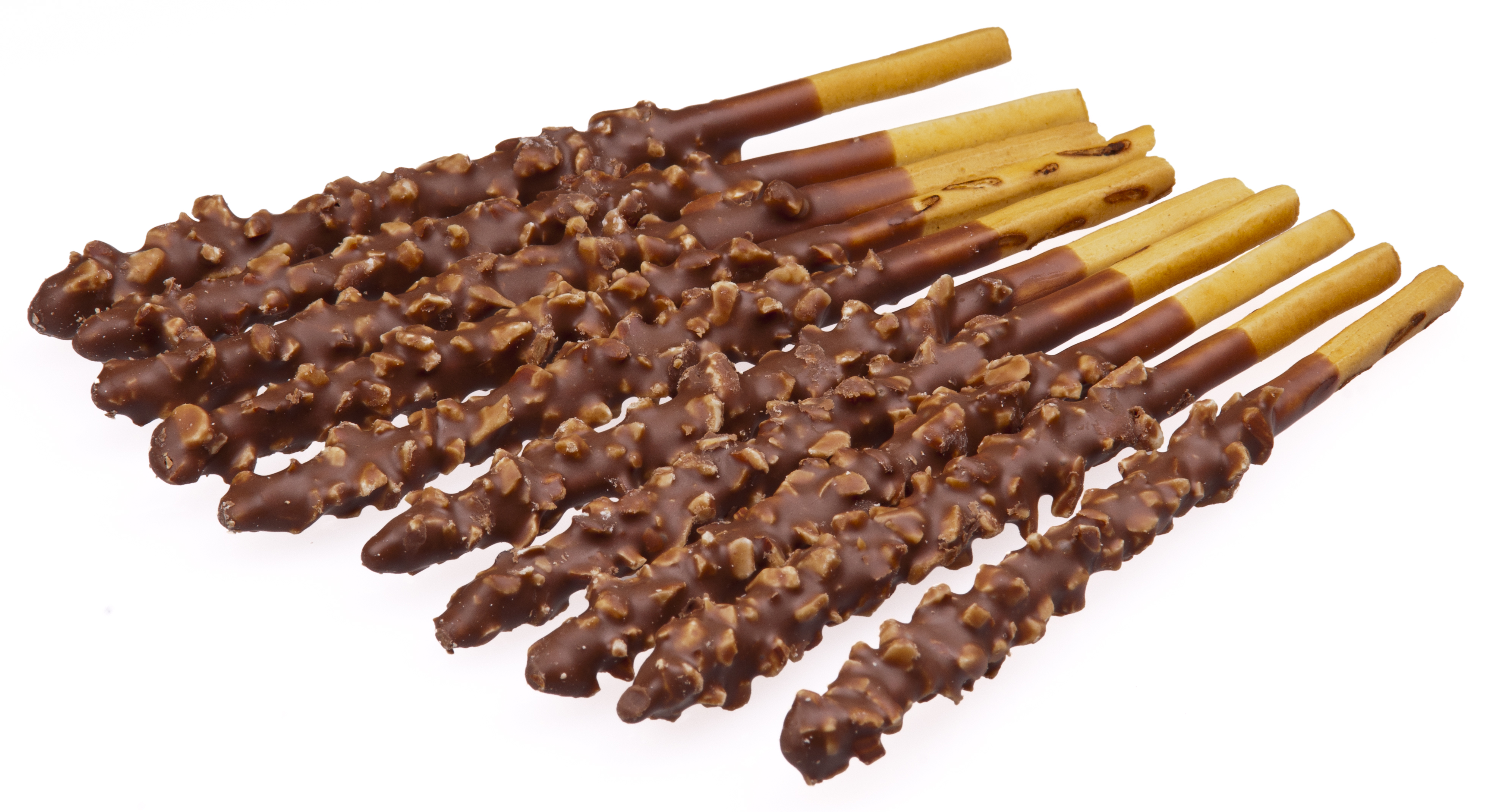
Pepero

Der Pepero-Tag (koreanisch 빼빼로) findet jedes Jahr am 11. November statt und ist in Südkorea ein dem Valentinstag ähnlicher Feiertag. Er beinhaltet das Verschenken oder Tauschen von Pepero-Snacks, einer Reihe von mit Schokolade überzogenen Keksstäbchen des Unternehmens Lotte Confectionery, mit der Absicht, Zuneigung für Freunde und Angehörige zu zeigen. Er wird an diesem Tag aufgrund der Ähnlichkeit der Pepero-Sticks abgehalten, die vertikal angeordnet sind und das verkürzte Datum (11.11.) widerspiegeln.

## Geschichte
Die genauen Ursprünge dieses Tages sind unbekannt. Die Ursprünge werden gewöhnlich auf eine Nachrichtensendung zurückgeführt, die 1983 spielt. In der Geschichte tauschten zwei Mittelschülerinnen in der Region Yeongnam Pepero aus und wünschten sich, dass sie beide groß und dünn werden würden. Es gibt jedoch einige Zweifel an dieser Geschichte. Einige argumentieren, dass der Ursprung darauf zurückzuführen sei, dass die Form der 1 im Datum (11.11.) Pepero-Stäbchen ähnelte, während andere die Ähnlichkeit der Formen als Faktoren ansehen, die auf die Popularität, nicht aber auf den Ursprung zurückzuführen sind.
Die Modeerscheinung verbreitete sich mit der Idee, dass man für eine maximale Wirksamkeit für Höhe und Dünnheit am 11. November, um 11:11 Uhr und um 23:11 Uhr 11 Päckchen Pepero essen muss. Ab 1997 begann Lotte, die erwähnte Schulgeschichte zu nutzen, um erfolgreich für den Pepero-Tag zu werben. Der Trend führte dazu, dass andere Unternehmen ähnlich geformte Snacks für die Teilnahme am Pepero-Tag kreierten. Ab 2012 machte Lotte 50 Prozent ihres Jahresumsatzes am Pepero-Tag. Ab 2013 profitierten mehrere Kaufhäuser, darunter das Hyundai-Kaufhaus, Shinsegae und das Lotte-Kaufhaus, von den Menschen, die den Tag feierten, während Geschäfte wie Emart und Homeplus Peperos an diesem Tag speziell ausstellen und verkaufen.

## Kontroverse
Der Pepero-Tag ist kritisiert worden, weil er ein Geschäftsinstrument bestimmter Unternehmen ist und die Süßwaren einen hohen Energiegehalt haben, was der ursprünglichen Bedeutung des Tages widerspricht. Zu den Alternativen gehört der „Garaetteok-Tag“, der den Bauerntag durch den Austausch von Garaetteok (Stäbchen mit weißem Tteok) fördert.